# The Ring Two
The Ring Two es una película dirigida por Hideo Nakata y protagonizada por Naomi Watts. Secuela de The Ring, la película está dirigida por el mismo director de la cinta japonesa en la que se basa este remake, recaudando aproximadamente 161.451.538 dólares en todo el mundo.

## Argumento
Igual que en la primera entrega titulada "The Ring" todo empieza cuando un grupo de jóvenes encuentra una copia de la cinta maldita. Saben que morirán siete días después de verla porque conocen el rumor, así que empiezan un juego en el que gana quien sea capaz de soportar la mayor cantidad de días después de verla; grabando todo lo que suceda. Uno de ellos, Jake, el último en verla, faltando pocos minutos para que se cumpliera la hora de su muerte le entrega la cinta a su amiga Emily para que así al verla ella, él pueda salvarse, pero ella no es capaz de verla y él acaba muriendo.
Poco después de esto, Rachel (Naomi Watts), la protagonista de la primera película, se muda a un pueblo con su hijo de 9 años Aidan (David Dorfman) para tratar de olvidar lo sucedido. En el pueblo encuentra un trabajo como periodista, en el cual se entera del reportaje de una muerte sobrenatural que había ocurrido (la de Jake). A su vez, Rachel se hace amiga de su compañero Max Rourke (Simón Baker). Al llegar a la casa de Jake, Rachel confirma que la muerte se debió al vídeo maldito de Samara, así que consigue hacerse con la copia del muchacho y la quema para que Samara no vuelva nunca más a su vida y a la de su hijo.
Por desgracia para ella, el fuego otorga algún tipo de poder paranormal a Samara, el cual le permite poseer lo más preciado de Rachel: su hijo Aidan. Al principio, Aidan comienza a enfermar y le suceden cosas paranormales como que los animales le atacan y el agua le repele. Rachel entonces se da cuenta de que Samara le está haciendo daño y comienza a investigar los orígenes de esta para poder enfrentarse a ella, entonces decide hacer otro viaje hacía al rancho de los Morgan.
Investigando en casa de los Morgan, descubre que Samara llegó de un orfanato de monjas, cuando se dirige allí descubre que su madre biológica la había intentado ahogar cuando era tan solo una bebé y que ahora está recluida en un centro psiquiátrico. Al ir a verla, la mujer le cuenta que debe ahogar a su hijo para que Samara vea que no puede quedarse en el mundo de los vivos y que debe volver al de los muertos.
Mientras, en el pueblo, Aidan, el cual se había quedado en el hospital es totalmente poseído por Samara, la cual busca a Rachel ya que ella fue la que la encontró en el pozo y piensa que debe ser su madre. Max llega a casa de Rachel e intenta tomarle una foto a Samara/Aidan pero esta se da cuenta y lo asesina.
Cuando Rachel llega a su casa, ve con horror a Aidan poseído por Samara y descubre el cadáver de Max. Sin saber qué hacer, se queda dormida. Entonces puede hablar con su hijo ya que el único modo de que Samara no les oiga es a través del subconsciente de los sueños, porque los muertos no pueden soñar.
Aidan le dice lo mismo que la madre de Samara: si no intenta ahogarlo, Samara nunca se irá de sus vidas. Rachel se arma de valor al despertar y le da un medicamento a Samara/Aidan para que se duerma y así aprovechar para meterla en la bañera. Una vez allí comienza a ahogarlo, entonces Samara sale de su cuerpo y se va. Aidan sigue vivo.
Tras esto, Samara vuelve a través del televisor y Rachel se deja atrapar por esta llegando al mundo de los muertos y terminando en el pozo donde Samara murió. Allí llama a Samara pero esta no le contesta. Entonces, Rachel mira hacia arriba y ve la tapa del pozo en "medialuna", y toma en cuenta de que esa era la razón por la cual la gente moría, ya que ese era un escape para Samara. Es entonces cuando empieza a trepar el pozo y el agua de allí empieza a burbujear y de ella emerge Samara desfigurada, tratando de atrapar a Rachel. Samara le toma la pierna, Rachel lucha y patea una roca, causando que más agua caiga del pozo y con Samara, esta última vuelve a trepar lo más rápido tratando de llevarse a Rachel. Esta sale del pozo y se puede escuchar cómo Samara dice "¡Mami!" a lo que Rachel responde: "¡Yo no soy tu maldita mami!" y sella el pozo, rompiendo la maldición de una vez por todas.
Después, mediante los susurros de Aidan, consigue volver al mundo real tirándose por el acantilado tal y como hizo Anna Morgan décadas atrás. Cuando Rachel abre los ojos abraza a Aidan al decir que Samara no volverá jamás, mientras la cámara aleja la vista y contempla el anochecer que, por alguna razón, se muestra macabro y maligno.

## Reparto
- Naomi Watts como Rachel Keller.
- Simon Baker como Max Rourke.
- David Dorfman como Aidan Keller.
- Kelly Stables como Samara Morgan.
- Elizabeth Perkins como Dra. Emma Temple.
- Emily VanCamp como Emily.
- Ryan Merriman como Jake.
- Sissy Spacek como Evelyn.
- Daveigh Chase como Samara Morgan (flashback).
- Mary Elizabeth Winstead como Evelyn (joven).

## Doblaje
| Personaje        | Actor/Actriz original   | Actor/Actriz de doblaje | Actor/Actriz de doblaje |
| ---------------- | ----------------------- | ----------------------- | ----------------------- |
| Rachel Keller    | Naomi Watts             | Erica Edwards           | Marta Sáinz             |
| Aidan Keller     | David Dorfman           | Enrique Monsiváis       | Miguel Rius             |
| Samara Morgan    | Kelly Stables           | Gaby Ugarte             | Pilar Martín            |
| Max Rourke       | Simon Baker             | Luis Alfonso Padilla    | Guillermo Romero        |
| Dra. Emma Temple | Elizabeth Perkins       | Cynthia Alfonzo         | Olga Cano               |
| Jake             | Ryan Merriman           | Alan Prieto             | David Robles            |
| Emily            | Emily VanCamp           | Nallely Solís           | Belén Rodríguez         |
| Evelyn           | Sissy Spacek            | Adriana Casas           | María Antonia Rodríguez |
| Marty            | Gary Cole               | ???                     | Pablo del Hoyo          |
| Evelyn (joven)   | Mary Elizabeth Winstead | ???                     | Cristina Yuste          |

## Críticas
La película recibió críticas negativas de aquellos que elogiaron a Naomi Watts por su actuación pero criticaron el argumento y guion de la película. La cinta tiene un índice de aprobación del 20% en el sitio web Rotten Tomatoes, basado en 183 comentarios que se condensan en la siguiente afirmación: "Ring Two cobija diferentes clichés de terror, y ni siquiera Hideo Nakata, el director de las películas en las que se basa esta, puede aprobarla con un guion aburrido lleno de absurdos". Metacritic, que asigna una puntuación media ponderada, dio a la película un 44 sobre 100 basado en 37 comentarios de la prensa. Sin embargo, Roger Ebert consideró que era mejor que la primera película, otorgándole 2½ estrellas y escribiendo: "el encanto de The Ring Two, aunque limitado, es lo suficientemente real; la oferta de una sensación de tensión en una buena parte del tiempo es uno de los aspectos positivos del film".